# فرانك هيرتز
فرانك هيرتز (بالإنجليزية: Frank Hertz)‏ هو لاعب كرة قدم أمريكية أمريكي، ولد في 6 نوفمبر 1902 في مقاطعة مارينيت في الولايات المتحدة، وتوفي في 20 يوليو 1963 في كاوكاونا في الولايات المتحدة.

## وصلات خارجية
- فرانك هيرتز على موقع مرجع كرة القدم المحترفة.كوم (الإنجليزية)